# چاک‌هیل (پنسیلوانیا)
چاک‌هیل (به انگلیسی: Chalkhill) یک منطقهٔ مسکونی در ایالات متحده آمریکا است که در شهرستان فایت، پنسیلوانیا واقع شده‌است. چاک‌هیل ۲٫۱۵ کیلومتر مربع مساحت و ۱۴۱ نفر جمعیت دارد و ۶۲۷٫۹ متر بالاتر از سطح دریا واقع شده‌است.